# 于簡
于简（?—?），字什门，代人，北魏官员。
魏明元帝时担任谒者，出使北燕，诏谕北燕天王冯跋，至和龙，争国体，想要让冯跋出来迎接他。冯跋派人牵逼他入宫。于简入而不拜。冯跋派人按他的脖子，但是他抗辞不屈，还侮辱冯跋，于是被拘留。随身衣裳破了，也不受冯跋所赠。被拘留二十一年，北燕冯弘上表向北魏称臣，于是送他归国。魏太武帝拜他为治书侍御史，并下诏褒美，比之苏武。